# Loop the Loop (EP)
Loop the Loop (EP) es el 4º EP de Los Pekenikes y fue publicado en 1963, con la misma formación que el anterior, pero dando paso a la salida de dos miembros del grupo: Junior, quien no figura en la portada del EP, y José Nieto, que buscan tener carrera propia. El EP continúa en la línea anterior de música de baile. Se inicia con un twist y continúa con Rock&Roll fogoso. La versión de "Tough Enough" de J. Otis está directamente inspirada de Cliff Richard & The Shadows, siendo fuertemente influenciada por ellos.
En 2011, todos los discos EP, incluyendo este título, fueron compilados en CD como parte de la colección llamada Los EP's originales remasterizados Vol. 1 (1961-1963).[cita requerida]

## Lista de canciones
| Cara 1 |                                                                                     |          |  |
| N.º    | Título                                                                              | Duración |  |
| 1.     | «Loop De Loop» ((Joe Dong, Teddy Vann) Letra en español de Mapel (Augusto Algueró)) | 1:58     |  |
| 2.     | «Vigila tus pasos (Watch Your Step)» ((Bobby Parker))                               | 2:41     |  |

| Cara 2 |                                                                                     |          |  |
| N.º    | Título                                                                              | Duración |  |
| 1.     | «Be-Bop-A-Lula» ((Vincent-Graves-Davis)Letra en español de Mapel (Augusto Algueró)) | 2:38     |  |
| 2.     | «Bastante duro (Tough Enough)» (Johnny Otis)                                        | 3:07     |  |

## Miembros
- Alfonso Sainz - Saxo Tenor
- Lucas Sainz - Guitarra líder
- Ignacio Martín Sequeros - Bajo eléctrico
- José Nieto - Batería
- Tony Luz - Guitarra rítmica
- Junior - Cantante